# ソフィア・オブ・ザ・ユナイテッド・キングダム
ソフィア・オブ・ザ・ユナイテッド・キングダム （Princess Sophia Mathilda of the United Kingdom、1777年11月2日 - 1848年5月27日）は、イギリス王女。

## 生涯
ジョージ3世と王妃シャーロットの第12子（五女）として、バッキンガム宮殿で生まれた。他の姉妹たちと同様に、宮廷外の誰とも交わらず、両親の手元で育てられた。
彼女はその生涯の間、数多くの噂に付きまとわれた。その最たるものが、兄であるカンバーランド公アーネスト（のちのハノーファー王エルンスト・アウグスト）と近親相姦関係にあったというものである。これらの噂が事実か否かは不明で、一説では極端にトーリー寄りのカンバーランド公にダメージを与えるため、ホイッグが仕組んだとも言われている。一部の歴史家たちは、1800年頃にソフィア王女がトーマス・ガース（父王の侍従武官、1744年生 - 1829年11月18日没）との間に庶子トーマス（1800年 - 1873年）を儲けたと主張している。
晩年のソフィアは、姪であるヴィクトリアも住むケンジントン宮殿で暮らした。ソフィア王女は、ヴィクトリア王女の教育係であるサー・ジョン・コンロイの魅力のとりことなり、彼に自らの資金の管理を任せていた。10年もの間視力を失って過ごした後、1848年にソフィアは死去した。遺言に従い、兄サセックス公オーガスタスの近くに埋葬された。ソフィアの死後、コンロイによる王女の金の使い込みが明らかとなった。